# Jessica Gallagher
Jessica Gallagher (Geelong, 14 marzo 1986) è una sciatrice alpina, atleta paralimpica e paraciclista australiana ipovedente, la seconda atleta paralimpica australiana e la prima donna australiana a vincere una medaglia alle Paralimpiadi invernali di Vancouver 2010. Ha inoltre gareggiato alle Paralimpiadi Invernali 2014 a Soči, dove ha vinto una medaglia di bronzo nello slalom gigante femminile per non vedenti. Oltre agli successi nello sci, ha vinto una medaglia d'argento e una di bronzo ai Campionati del mondo di atletica leggera paralimpica 2011 di Christchurch IPC 2011, rispettivamente nel salto in lungo e nel giavellotto.
Rappresentante dell'Australia a livello internazionale in tre sport (sci alpino, atletica leggera e paraciclismo), Gallagher aveva come  "obiettivo a lungo termine quello di essere la prima australiana a vincere una medaglia alle Paralimpiadi o alle Olimpiadi, sia estive che invernali", obiettivo raggiunto ai Giochi estivi di Rio 2016 (dopo i giochi invernali di Vancouver 2010 e Soči 2014), con la vincita di una medaglia di bronzo nella gara di cronometro dei 1000 m femminile nella categoria B/VI.

## Biografia
Gallagher è nata e vive nel sobborgo Geelong di Highton. Non vedente a causa della malattia di Best, ha iniziato a perdere la vista da adolescente (ha ricevuto i risultati dei test mentre gareggiava ai campionati nazionali di netball U17.)
Nel 2009 si è laureata presso la RMIT University, ha ottenuto un Master in Osteopatia, ed è un'osteopata certificata.
Gallagher è stata selezionata per competere alle Paralimpiadi di Pechino 2008 nel salto in lungo, 100 m, lancio del peso e discus, ma non ha passato il test di classificazione, in quanto la vista nel suo occhio destro era dello 0,01% migliore del necessario. A novembre 2009, a causa del deterioramento della vista la classifica è stata rivista ed è stata considerata idonea a competere.
È ambasciatrice del Comitato paralimpico australiano e di varie altre istituzioni (tra queste Vision Australia e Seeing Eye Dogs Australia,. Gallagher è stata nominata nel Board of Vision 2020 Australia a giugno 2015 e fa parte del Member, Finance and Audit Committee.
A marzo 2018 è stata inserita nell'Albo d'Onore Vittoriano delle Donne.

### Vita privata
Gallagher è stata legata sentimentalmente allo slalomista statunitense paralimpico Gerald Hayden conosciuto durante le Paralimpiadi invernali di Vancouver 2010

## Carriera sportiva

### Netball, basket e snowboard
Ha giocato a netball e basket a livello agonistico con atleti normodotati,, prima di iniziare a perdere la vista, rappresentando lo stato del Victoria in entrambi gli sport nella categoria junior.
Nel netball è stata portiere e attaccante. Ha iniziato nella Geelong Football Netball League, in rappresentanza di South Barwon e Leopold, ed è stata nominata riserva della squadra australiana U16.  Nella Championship Division della Victorian League, ha giocato sia per Palladians che Altona Lightning. Nel pallacanestro ha rappresentato i Geelong Cats per cinque anni, oltre a Victoria Country. Era il periodo in cui il suo obiettivo era diventare una giocatrice professionista di una di queste discipline.  Nonostante la sua condizione di ipovisione e l'assenza in un terzo delle partite a causa del suo programma di allenamento paralimpico, nel 2007, con la squadra di Leopold, ha vinto il premio A grade Best and Fairest. 
Gallagher è anche una snowboarder, ha praticato lo sport durante una vacanza di lavoro a Vail, in Colorado, prima di scoprire i Giochi Paralimpici Invernali.

### Sci

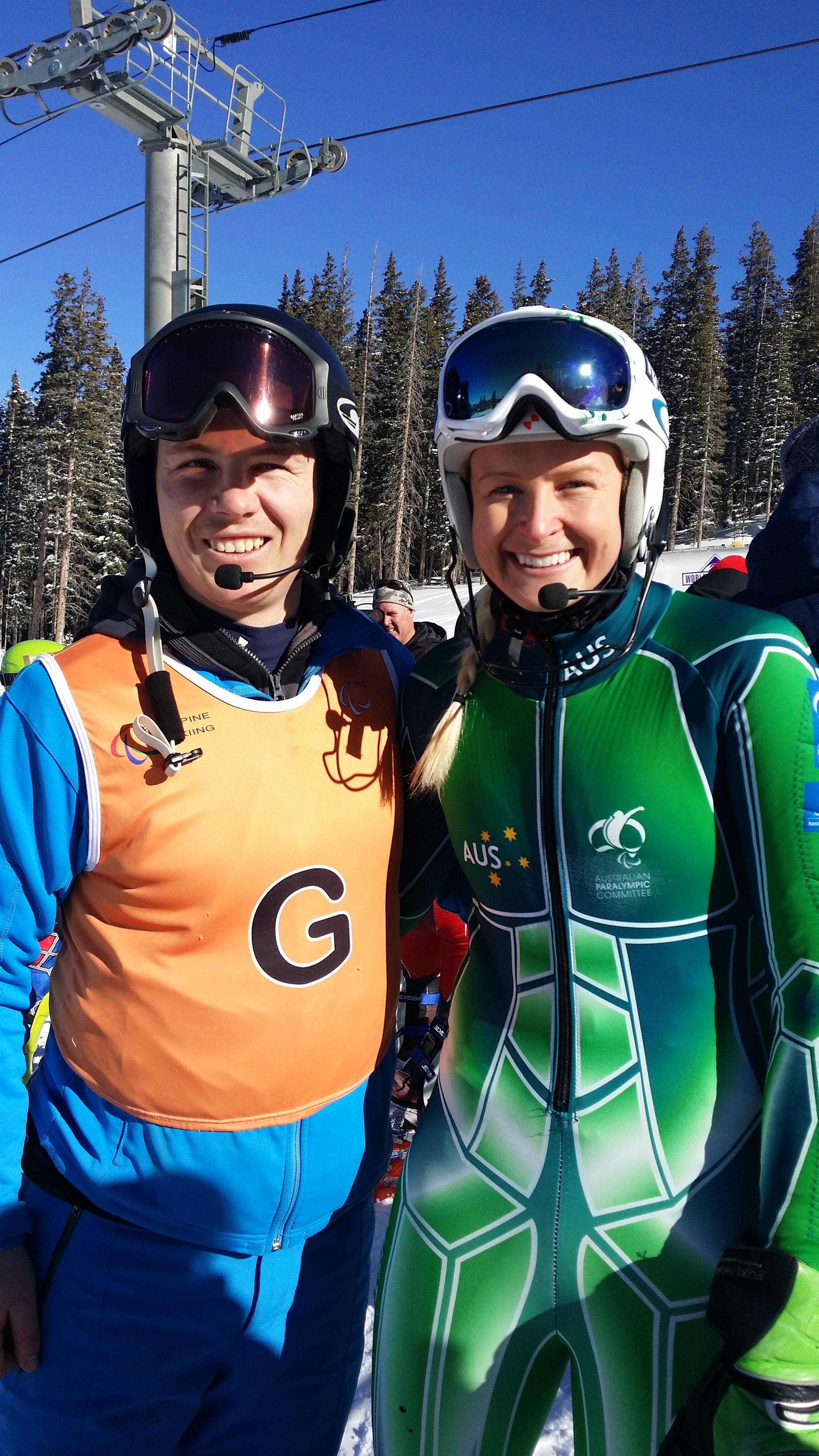
Jessica Gallagher con la guida vedente Christian Geiger nel dicembre 2013. I microfoni consentono di comunicare tra loro.

Gallagher è stata la prima donna australiana a vincere una medaglia alle Paralimpiadi invernali e la seconda donna australiana partecipante alle Paralimpiadi invernali. Le è stata data l'opportunità di competere ai massimi livelli nello sci, dopo essere stata scoperta durante una ricerca di talenti e grazie alla sua esperienza di snowboard. Non vedente, compete con la guida vedente Eric Bickerton È allenata da Steve Graham, lo stesso allenatore di Michael Milton e attuale capo allenatore del programma paralimpico invernale dell'Australian Institute of Sport. La base di allenamento australiana è presso il centro di formazione del Victoria Institute of Sport situato al Lakeside Stadium nel South Melbourne. Gallagher si allena sei giorni alla settimana; le sue sessioni di allenamento individuali durano tra le due e le tre ore ciascuna, per un totale di dieci-dodici sessioni in una settimana.
Gallagher ha rappresentato per la prima volta l'Australia nel 2009 ai Giochi invernali svolti nella Nuova Zelanda, dove ha vinto una medaglia d'oro. A gennaio 2010, ha gareggiato al suo primo evento di Coppa del Mondo di sci alpino IPC in Austria dove ha vinto una medaglia di bronzo nello slalom. Prima dell'inizio dei Giochi di Vancouver 2010, aveva gareggiato in nove eventi di Coppa del Mondo. Nel giorno del suo 24º compleanno, ha vinto una medaglia di bronzo ai giochi di Vancouver nello slalom femminile per non vedenti, la prima donna australiana vincitrice di una medaglia. Nella gare di discesa libera è arrivata terza, mentre nello slalom gigante per non vedenti - a causa delle cuffie che hanno causato problemi con comunicazione - ha finito al 7º posto
Nel 2013, alla Coppa del Mondo di sci alpino IPC a Thredbo, nel New South Wales, diverse settimane dopo aver ingaggiato la sua nuova guida, Christian Geiger, ha vinto due medaglie d'argento in slalom gigante e slalom. Alle Paralimpiadi di Sochi 2014, Gallagher (guidata da Geiger) ha vinto una medaglia di bronzo nello Slalom gigante femminile non vedenti ed è arrivata settima nello slalom gigante femminile non vedenti.
Dal 2009 fa parte dell'Australian Institute of Sport Alpine Skiing Program.
Dopo la vittoria della medaglia di bronzo ai Giochi di Vancouver del 2010, il National Sports Museum australiano ha messo in mostra diversi oggetti a lei legati .

### Atletica
Gallagher gareggia anche in atletica leggera,, nelle discipline di salto in lungo, lancio del disco, lancio del peso, giavellotto e sprint. Ha iniziato con l'atletica leggera dopo una valutazione delle abilità nel lancio del peso quando, nonostante fosse vestita con un abbigliamento atletico casual, è riuscita in un lancio che ha raggiunto la distanza di qualificazione paralimpica. Dopo un anno di allenamento, ha aumentato la distanza iniziale di 2,5 metri (8 ft 2 in), ottenendo un record personale di oltre 12 metri (39 ft). Detiene diversi record nella classifica F13, inclusi record australiani e oceanici nel salto in lungo, nel giavellotto e nel lancio del peso, e un record australiano nel discus. Ha avuto come allenatori, tra gli altri, Mike Edwards e John Boas. Nel gennaio 2011, ha gareggiato ai Campionati mondiali di atletica leggera di Christchurch IPC 2011, dove è arrivata seconda nel salto in lungo e terza nel lancio del giavellotto, con un lancio di 33,75 metri (110,7 ft). La partecipazione ai campionati ha segnato il suo ritorno a questa disciplina, dopo aver preso una pausa per gareggiare nello sci.
Alle Paralimpiadi di Londra 2012, Gallagher ha gareggiato negli eventi di salto in lungo F13 e lancio del giavelotto F12/13, finendo rispettivamente quinta e sesta. Gallagher è rimasta delusa da questi risultati dovuti ad una grave lesione al menisco subito durante l'allenamento che l'ha costretta a usare le stampelle nel mese precedente la competizione.
In un'intervista del 2014, Gallagher ha espresso cosa significava per lei competere alle Paralimpiadi estive e invernali. Ha detto: "amo l'esperienza culturale unica che ogni città ospitante porta. In definitiva, competere per il tuo paese sul palcoscenico sportivo più grande del mondo è l'apice. Porta ricordi ed esperienze che durano una vita."

### Paraciclismo

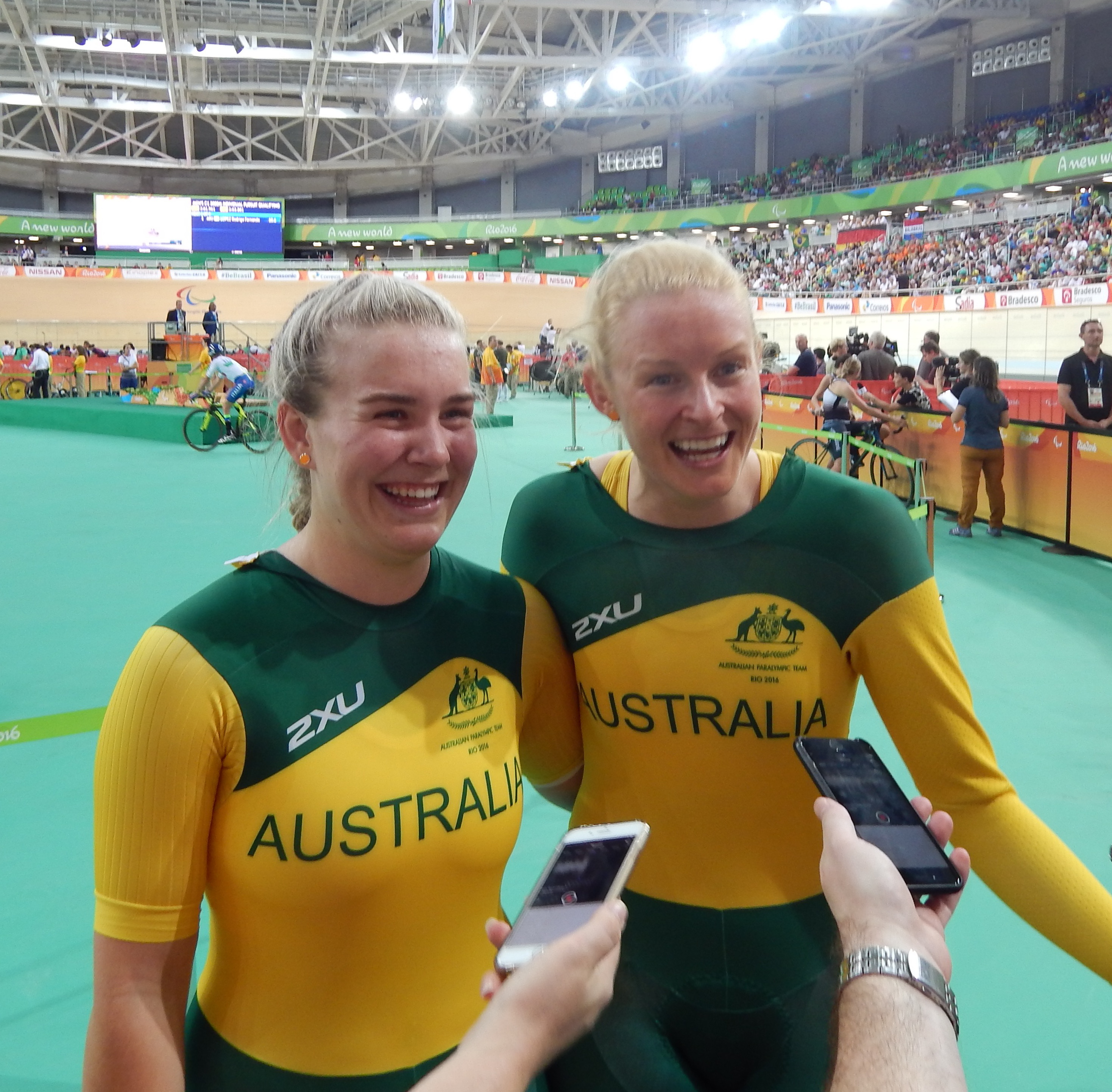
Gallagher (a destra) e la pilota Madison Janssen (a sinistra) dopo aver vinto la medaglia di bronzo nella gara di 1000 m cronometro femminile B/VI

Gallagher è stata incoraggiata a dedicarsi al ciclismo dall'allenatore del Victoria Institute of Sport Glenn Doney. La decisione di passare al ciclismo è stata facilitata dopo che il suo evento di atletica leggera preferito, il salto in lungo, non è stato incluso nel programma di atletica leggera delle Paralimpiadi di Rio 2016. Gallagher crede che il ciclismo su pista sia più facile dello sci alpino. Ha detto: "Essendo una sciatrice, la guida non è collegata a me come in tandem e quindi ho bisogno di sciare ad alta velocità con variabilità incredibilmente intense che cambiano costantemente. Il velodromo è un ambiente stabile." Ai Campionati Mondiali di paraciclismo su pista UCI 2016 a Montichiari, in Italia, Gallagher e la co-pilota Madison Janssen hanno fatto il loro debutto internazionale. Hanno vinto la medaglia d'oro nella Sprint B femminile a tempo di record e il bronzo nella gara femminile di 1 km cronometro categoria B. Nel settembre 2016, con la medaglia di bronzo nella gara di cronometro B/VI femminile 1000m alle Paralimpiadi estive 2016 di Rio de Janeiro insieme a Janssen, Gallagher è diventata la prima australiana ad aver vinto medahlie sia alle Paralimpiadi estive che invernali.
Ai Campionati mondiali di paraciclismo su pista UCI 2018 a Rio de Janeiro, Brasile, con Madison Janssen ha vinto medaglie d'argento nella cronometro tandem femminile e nello sprint.
Ai Campionati mondiali di paraciclismo su pista UCI 2019 ad Apeldoorn, Paesi Bassi, sempre insieme a Madison Janssen, ha vinto la medaglia d'argento nella Women's Tandem Spring e si è classificata quarta nella Women's Time Trial.
Ai Giochi del Commonwealth del 2022 a Birmingham, in Inghilterra, Gallagher ha vinto due medaglie d'oro, nello sprint in tandem femminile B e nella cronometro B con la pilota Caitlin Ward.

## Palmarès

### Sci alpino
Giochi paralimpici
- 2 medaglie:
  - 2 bronzi (slalom speciale ipovedenti a Vancouver 2010; slalom gigante ipovedenti a Soči 2014)

### Atletica leggera
Campionati mondiali
- 2 medaglie:
  - 1 argento (salto in lungo F13 a Christchurch 2011)
  - 1 bronzo (lancio del giavelotto F13 a Christchurch 2011)

### Paraciclismo
Giochi paralimpici
- 2 medaglie:
  - 1 argento (500 m cronometro categoria B a Parigi 2024)
  - 1 bronzo (1 km cronometro categoria B a Rio de Janeiro 2016)

Campionati mondiali
- 5 medaglie:
  - 1 oro (sprint categoria B a Montichiari 2016)
  - 3 argenti (1 km cronometro e sprint categoria B a Rio de Janeiro 2018; sprint categoria B a Apeldoorn 2019)
  - 1 bronzo (1 km cronometro categoria B a Montichiari 2016)

Giochi del Commonwealth
- 2 medaglie:
  - 2 ori (tandem sprint e tandem cronometro categoria B a Birmingham 2022)